# Ophiomyia lantanae
Ophiomyia lantanae är en tvåvingeart som beskrevs av Walter Wilson Froggatt 1919. Ophiomyia lantanae ingår i släktet Ophiomyia och familjen minerarflugor. Inga underarter finns listade i Catalogue of Life.